# Орландо Дуке
Орландо Дуке (ісп. Orlando Duque, 11 вересня 1974) — колумбійський стрибун у воду. Чемпіон світу з водних видів спорту 2013 року в хай-дайвінгу.